# Gokishichidō
Gokishichidō (jap. 五畿七道?, ごきしちどう, "pet provincija i sedam krajeva") je ime za stare upravne jedinice u Japanu koje su ustrojene u vrijeme razdoblja Asuke (538. – 710.). Bio je to dio zakonskog i upravnog sustava koji je Japan posudio od Kineza.
Premda ovaj upravni ustroj nije preživio poslije razdoblja Muromachija (1336. – 1573.), ove su jedinice ostale važnim zemljopisnim čimbenicima sve do 19. stoljeća.
Gokishichidō se sastojao od pet pokrajina u Kinaiju (畿内) odnosno pokrajini glavnog grada te sedam dō-a (道) ili krajeva, od kojih je svaki imao svoje provincije (kunije) koji su se dalje dijelili na okruge, gun-ove (prvotno zvane kōri).
Kad je Hokkaido uključen kao novi kraj nakon poraza Republike Ezoa 1869., sustav je kratko vrijeme zvao Gokihachidō (五畿八道, "pet provincija i osam krajeva") sve do ukidanja sustava hanova 1871. godine.